# 1966-os norvég labdarúgó-bajnokság (első osztály)
Az 1966-os 1. divisjon volt a 22. alkalommal megrendezett, legmagasabb szintű labdarúgó-bajnokság Norvégiában.
A címvédő a Vålerengen volt. A szezont a Skeid csapata nyerte, a bajnokság történetében először.

## Tabella
| Hely. | Csapat         | M  | Gy | D | V  | G+ | G– | Gk  | P  | Továbbjutás vagy kiesés                                        |
| ----- | -------------- | -- | -- | - | -- | -- | -- | --- | -- | -------------------------------------------------------------- |
| 1.    | Skeid (B)      | 18 | 9  | 7 | 2  | 31 | 20 | +11 | 25 | A szezon bajnoka; kvalifikált a Bajnokcsapatok Európa-kupájába |
| 2.    | Fredrikstad    | 18 | 10 | 4 | 4  | 37 | 20 | +17 | 24 | Kupagyőztes; kvalifikált a Kupagyőztesek Európa-kupájába       |
| 3.    | Lyn            | 18 | 6  | 9 | 3  | 28 | 24 | +4  | 21 | Kvalifikált a Vásárvárosok kupájába                            |
| 4.    | Frigg          | 18 | 8  | 4 | 6  | 21 | 15 | +6  | 20 |                                                                |
| 5.    | Vålerengen     | 18 | 9  | 1 | 8  | 32 | 35 | −3  | 19 |                                                                |
| 6.    | Steinkjer      | 18 | 7  | 3 | 8  | 31 | 29 | +2  | 17 |                                                                |
| 7.    | Odd            | 18 | 5  | 4 | 9  | 21 | 29 | −8  | 14 |                                                                |
| 8.    | Sarpsborg      | 18 | 4  | 6 | 8  | 16 | 24 | −8  | 14 |                                                                |
| 9.    | Lisleby (F, K) | 18 | 4  | 5 | 9  | 22 | 26 | −4  | 13 | Kiesett a 2. divisjonbe                                        |
| 10.   | Hødd (F, K)    | 18 | 5  | 3 | 10 | 29 | 46 | −17 | 13 | Kiesett a 2. divisjonbe                                        |

## Meccstáblázat
| Hazai \ Vendég | FFK | FRI | ILH | LIS | LYN | ODD | SRP | SKD | STN | VIF |
| -------------- | --- | --- | --- | --- | --- | --- | --- | --- | --- | --- |
| Fredrikstad    | —   | 3–3 | 6–0 | 1–1 | 0–0 | 3–1 | 4–0 | 4–1 | 2–1 | 3–0 |
| Frigg          | 1–0 | —   | 5–1 | 1–0 | 0–2 | 1–0 | 1–0 | 0–1 | 1–1 | 3–0 |
| Hødd           | 1–3 | 0–2 | —   | 1–2 | 4–2 | 2–2 | 3–1 | 2–3 | 3–0 | 1–3 |
| Lisleby        | 1–2 | 1–0 | 6–1 | —   | 2–2 | 0–1 | 0–0 | 0–1 | 1–0 | 0–1 |
| Lyn            | 1–1 | 0–0 | 1–1 | 2–2 | —   | 4–3 | 1–0 | 1–1 | 2–1 | 1–1 |
| Odd            | 3–0 | 2–1 | 0–1 | 2–0 | 1–1 | —   | 1–3 | 1–1 | 1–0 | 1–3 |
| Sarpsborg      | 0–3 | 0–0 | 1–1 | 1–0 | 1–3 | 1–0 | —   | 2–2 | 1–1 | 3–0 |
| Skeid          | 0–1 | 2–0 | 4–2 | 2–2 | 2–1 | 0–0 | 0–0 | —   | 1–1 | 5–1 |
| Steinkjer      | 3–1 | 0–1 | 3–1 | 4–2 | 1–4 | 5–1 | 1–0 | 2–4 | —   | 2–1 |
| Vålerengen     | 3–0 | 2–1 | 2–4 | 4–2 | 3–0 | 3–1 | 3–2 | 0–1 | 2–5 | —   |

## Statisztikák

### Gólkirály
- Per Kristoffersen (Fredrikstad) – 20 gól